# Christoph Pfeiffer
Christoph Pfeiffer (* 3. Februar 1689 in Oels; † 23. Dezember 1758 in Stolz bei Frankenstein, Schlesien) war ein deutscher evangelischer Theologe und Kirchenlieddichter.

## Leben
Als Sohn eines Tuchmachers geboren, begann Pfeiffer am 16. Oktober 1711 ein Studium an der Universität Wittenberg. 1717 geht er als Informator nach Dirsdorf bei Frankenstein, 1719 Pfarrer im nahen Dittmannsdorf und 1746 Pfarrer in Stolz. Bereits in seiner Studentenzeit in Wittenberg hatte er eine Sammlung von 91 Liedern über die Sonntagsevangelien verfasst. Eine weitere Sammlung von 85 Liedern folgte 1732, mit einer Vorrede von Benjamin Schmolck, dem er sich theologisch und poetisch verbunden fühlte. Zudem gab er Predigten, Erbauungsschriften und Leichenpredigten heraus, und bewies auch historisch-genealogisches Interesse.

## Werkauswahl
- Bethender Christen Evangelischer Sabbath, Breslau, Leipzig 1719
- Der Tochter Zions Geistliche Feyer-Kleider ..., Leipzig, Schweidnitz 1732
- Paprotzkius enucleatus Oder Kern und Auszug Aus dem so genannten Mährischen Geschicht-Spiegel Bartholotnaei Paprotzkii, Breslau, Leipzig 1730, sowie unter dem Titel Compendiöser Schauplatz ..., 1741
- Geistliche Weck-Uhr eines wachsamen Christen., Breslau 1725 (12 Lieder)
- Göttliche Handleitung zum Himmel., Breslau 1728.
- Evangelische Hertzens-Gespräche statt einer erbaulicher Handpostillen, Breslau 1728
- Bochim und Bethel, Oder Klag- u. Trost-Buch Der Kinder Gottes. Schweidnitz 1732
- Apostolische Wächterstimme, Oder neue Lieder auf alle Sonn- und Festtags-Episteln. Leipzig 1736.